# Жорж Флері
Жорж Флері (31 серпня 1892 — дата смерті невідома) — бельгійський ватерполіст.
Срібний призер Олімпійських Ігор 1924 року.